# 羅姆內區 (俄羅斯)
罗姆内区（俄语：Ромненский район）曾是俄罗斯联邦阿穆尔州下辖的一个区，其行政中心为罗姆内。据2016年统计，该区的人口为8441人。